# Nils Goerke
Nils Goerke (25 de octubre de 1973) es un deportista alemán que compitió en triatlón. Ganó una medalla de plata en el Campeonato Europeo de Triatlón de Larga Distancia de 2004. Además, obtuvo una medalla de bronce en el Campeonato Europeo de Ironman 70.3 de 2007.

## Palmarés internacional
| Campeonato Europeo | Campeonato Europeo    | Campeonato Europeo | Campeonato Europeo |
| Año                | Lugar                 | Medalla            | Prueba             |
| ------------------ | --------------------- | ------------------ | ------------------ |
| 2004               | Immenstadt (Alemania) | Medalla de plata   | Individual         |

| Campeonato Europeo | Campeonato Europeo   | Campeonato Europeo | Campeonato Europeo |
| Año                | Lugar                | Medalla            | Prueba             |
| ------------------ | -------------------- | ------------------ | ------------------ |
| 2007               | Wiesbaden (Alemania) | Medalla de bronce  | Individual         |